# (32765) 1981 EC40
1981 EC40 (asteroide 32765) é um asteroide da cintura principal. Possui uma excentricidade de 0.23061970 e uma inclinação de 10.38190º.
Este asteroide foi descoberto no dia 2 de março de 1981 por Schelte J. Bus em Siding Spring.